# Els (Streu)
Die Els, auch Elsbach (früher Elzbach) genannt, ist ein etwa knapp 22 Kilometer langer Bach in der Vorrhön in Unterfranken und ein rechter Zufluss der Streu.

## Name
Der ursprüngliche  Name Elspa entstammt dem germanischen Wort aliso für Erle und dem indogermanischen Wort Ap – was Wasser bedeutet. Als Erklärung ergibt sich daraus ein von Erlen bestandener Wasserlauf. Der Bach gab den Dörfern Oberelsbach und Unterelsbach ihre Namen. Einen ähnlichen Namensursprung hat auch der im Spessart verlaufende Fluss Elsava.

## Geographie

### Verlauf

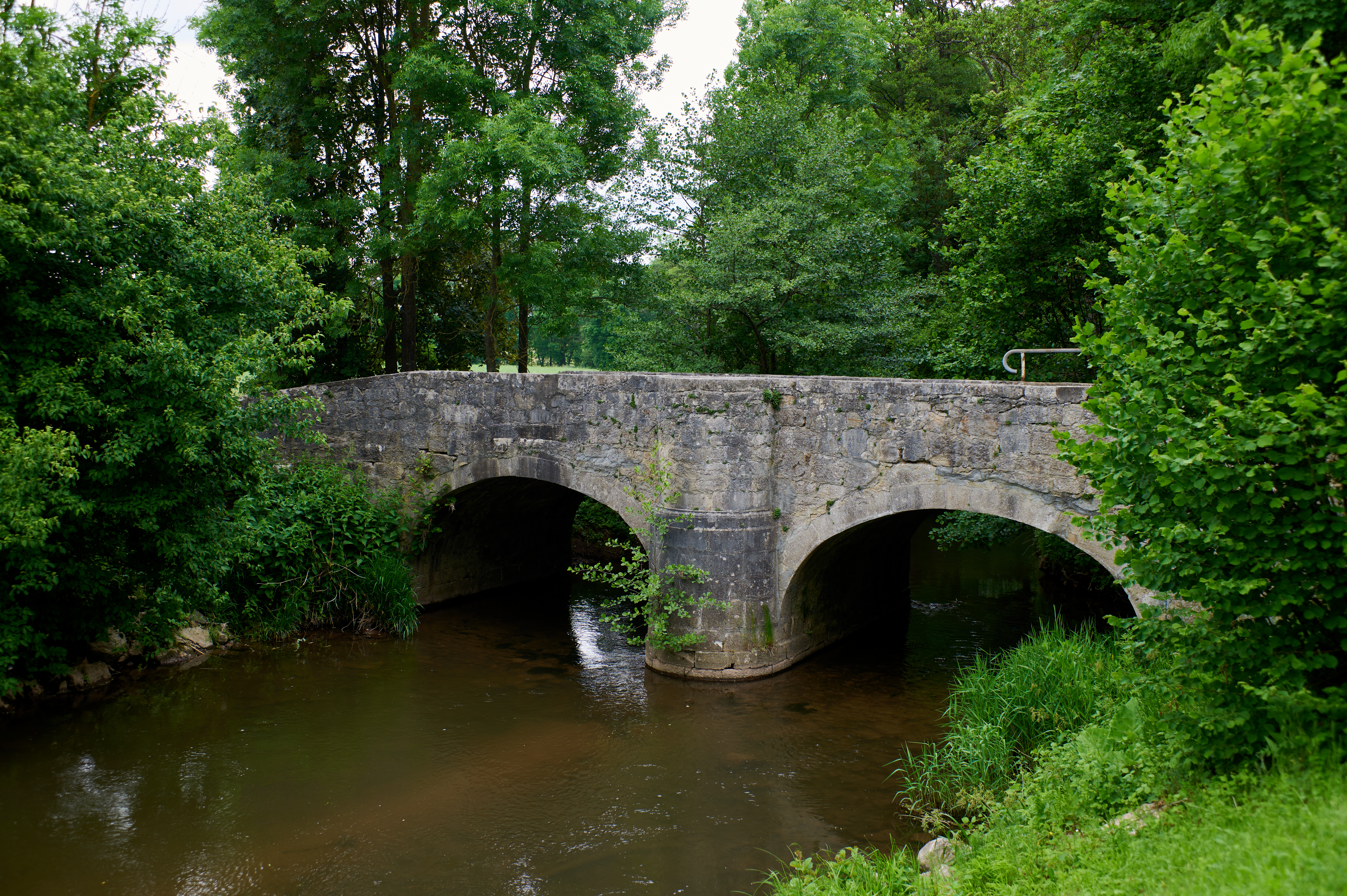
Die Els in Wechterswinkel

Die Elsquelle liegt an der Ostseite des Heidelsteins (926 m ü. NHN) in der fränkischen Rhön im Naturschutzgebiet Lange Rhön auf freiem Feld. Der Bach unterquert nach wenigen hundert Metern die Staatsstraße 2286 und fließt auf dem Gebiet der Marktgemeinde Oberelsbach zunächst nach Osten.
Begleitet von der Staatsstraße erreicht die junge Els ein Waldgebiet, ändert ihre Fließrichtung nach Südosten und verläuft durch das Naturschutzgebiet Mühlwiesen im Elsbachtal am Fuße des Gangolfsberges (737 m ü. NHN) unterhalb an Teufelskeller und der Prismenwand vorbei.
Die Els verlässt den Wald und fließt anschließend durch die Dörfer Ober- und Unterelsbach. Dort wird sie von ihrem größten Zufluss, der ebenfalls am Heidelstein entspringenden Sonder, verstärkt. Danach überquert sie die Grenze zur Gemeinde Bastheim und erreicht den historischen Besengau. Die Els verläuft dort durch die Dörfer Simonshof und den Kernort Bastheim nach Geckenau, wo der Braidbach einmündet.
Im nächsten Ort Wechterswinkel wird die Els vom Frickenbach verstärkt, der bei Frickenhausen in der Nähe des größten natürlichen Sees Unterfrankens, des Frickenhäuser Sees, entspringt. Sie verlässt daraufhin den Besengau und gelangt nach Unsleben, wo sie die Bahnstrecke Schweinfurt–Meiningen unterquert und anschließend in die Streu, einen Nebenfluss der Fränkischen Saale mündet.
Der 21,6 km lange Lauf der Els endet ungefähr 604 Höhenmeter unterhalb ihrer Quelle, sie hat somit ein mittleres Sohlgefälle von circa 28 ‰.

### Einzugsgebiet

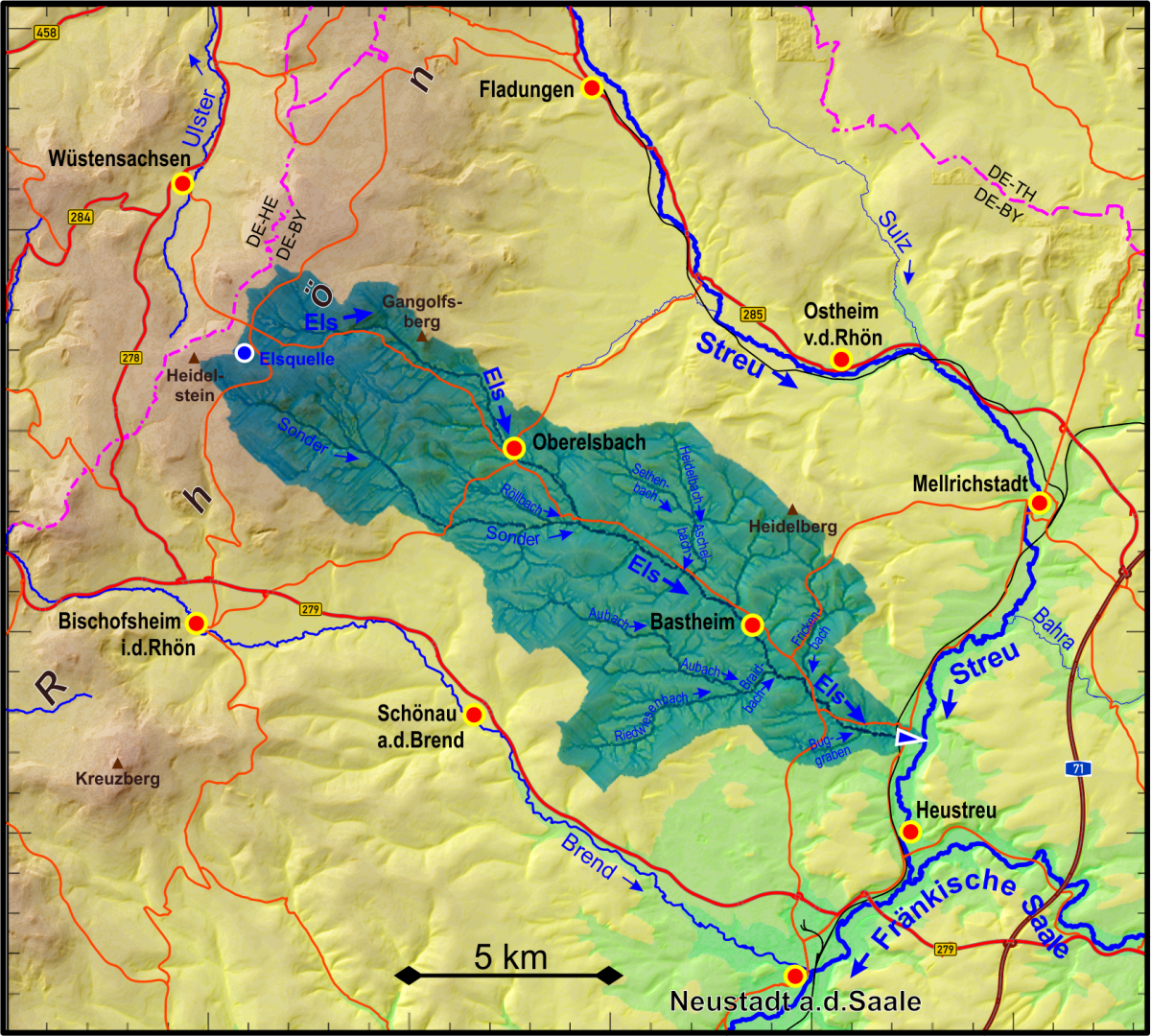
Einzugsgebiet der Els

Die Els entwässert ein ca. 95 km² großes Teilgebiet der bayerischen Rhön über die Streu, die Fränkische Saale, den Main und den Rhein zur Nordsee. 
Höchster Punkt des Einzugsgebiets ist der 926 m hohe Heidelstein. Im Westen grenzt das Einzugsgebiet der Els an die Wasserscheide zwischen
den Flusssystemen des Rheins und der Weser.

### Zuflüsse
- Sonder (rechts), Oberelsbach-Unterelsbach, 345 m ü. NHN
- Aschelbach (links), Bastheim-Simonshof, 306 m ü. NHN
- Braidbach (Riedwiesenbach) (rechts), Bastheim-Geckenau, 271 m ü. NHN
- Frickenbach (links), Bastheim-Wechterswinkel, 263 m ü. NHN
- Buggraben (rechts), Unsleben, 249 m ü. NHN

### Fließgewässer im Flusssystem Streu
- Fließgewässer im Flusssystem Streu

### Orte
Orte an seinem Ufer sind Oberelsbach, Unterelsbach, Bastheim, Geckenau, Wechterswinkel und Unsleben.